# Manfred Rosenberg
Manfred Rosenberg (* 31. August 1929; † 16. Juni 2020 in Berlin) war ein deutscher Dirigent.

## Leben
Rosenberg legte sein Abitur in Dahme/Mark gemeinsam mit Erwin Patzke ab. Ein weiterer Mitschüler war Werner Pfeiffer, Autor des Buches „Abgeholt. Chronik einer geraubten Jugend“. Rosenberg studierte in Berlin und war zunächst am Mecklenburgischen Staatstheater Schwerin als Kapellmeister tätig. Von 1973 bis 1991 war er Direktor und Chefdirigent des DEFA-Sinfonieorchesters, dem einzigen Filmorchester in der DDR. Als solcher war er an der Produktion von rund 700 Filmen der DEFA beteiligt, darunter Die Legende von Paul und Paula (1973), Hiev up (1978), Solo für Martina (1980), die Frühlingssinfonie (1983), Die Weihnachtsgans Auguste (1988) und Letztes aus der Da Da eR (1990). Rosenberg leitete am 22. Juni 1991 das Abschiedskonzert des DEFA-Sinfonieorchesters anlässlich der Musikfestspiele Potsdam Sanssouci. Das Orchester ging 1993 gemeinsam mit dem RBT-Orchester im Deutschen Filmorchester Babelsberg auf, für das Rosenberg tätig blieb. Daneben betätigte er sich als Arrangeur, Komponist und Klavierbegleiter für verschiedene Sänger wie Reiner Süß, René Kollo oder Johannes Heesters. 
Der brandenburgische Ministerpräsident Manfred Stolpe verlieh ihm 2002 den Titel eines Generalmusikdirektors.
Manfred Rosenberg war in zweiter Ehe mit Edelgard Arndt-Rosenberg verheiratet. Aus erster Ehe stammt ein Sohn. Die Schriftstellerin Birgit Vanderbeke war seine Nichte.
Er starb im Juni 2020 im Alter von 90 Jahren und wurde auf dem Friedhof in Berlin-Karlshorst beigesetzt.